# Markt Schwaben
Markt Schwaben er en købstad i den nordlige udkant af Landkreis Ebersberg i Regierungsbezirk Oberbayern i den tyske delstat Bayern.
Nabokommuner er Anzing, Forstinning, Pliening og Poing, (alle i Landkreis Ebersberg) samt Finsing, Ottenhofen og Pastetten i Landkreis Erding.

## Geografi
Markt Schwaben ligger cirka 25 km øst for München, 15 km fra både Erding og Ebersberg og 26 km fra Flughafen München .
Gennem kommunen løber floden Hennigbach, der løber ud i Gigginger Bach sydvest for Markt Schwaben . Mod øst løber Sempt. Det højeste punkt er Wittelsbacher Höhe i den sydlige ende af kommunen. Også i den sydlige ende ligger et Sportcentrum med badesøer. Den tilbageværende del af det tidligere slot er nu rådhus.
- Wikimedia Commons har flere filer relateret til Markt Schwaben